# Șceneatîn, Ivanîci
Șceneatîn (în ucraineană Щенятин) este un sat în comuna Radovîci din raionul Ivanîci, regiunea Volînia, Ucraina.

## Demografie
Componența lingvistică a localității Șceneatîn
     Ucraineană (99,62%)
     Alte limbi (0,38%)
Conform recensământului din 2001, majoritatea populației localității Șceneatîn era vorbitoare de ucraineană (99,62%), existând în minoritate și vorbitori de alte limbi.